# Baden, Morbihan
Baden (Baden trong tiếng Bretagne) là một xã ở tỉnh Morbihan Bretagne tây bắc Pháp. Xã này có diện tích 23,53 km², dân số năm 1999 là 360 người. Khu vực này có độ cao từ -1 cho đến 43 mét trên mực nước biển.
Cư dân của Baden danh xưng trong tiếng Pháp là Badennois.